# Si hoy es martes, esto es Bélgica
If It's Tuesday, This Must Be Belgium (Si hoy es martes, esto es Bélgica) es una película de comedia romántica estadounidense de 1969 realizada por Wolper Pictures y estrenada por United Artists y realizada en DeLuxe Color. Dirigida por Mel Stuart,[2] la película se filmó en locaciones de toda Europa y contó con cameos. La película está protagonizada por Suzanne Pleshette, Ian McShane, Mildred Natwick, Murray Hamilton, Sandy Baron, Michael Constantine, Norman Fell, Peggy Cass, Marty Ingels, Pamela Britton y Reva Rose.

## Argumento
Charlie Cartwright es un amoroso guía turístico inglés que lleva a grupos de estadounidenses a recorridos turísticos por Europa por 9 países en 18 días. Después de quedarse dormido con su nueva conquista, llega tarde a la gira número 225 y se encuentra con un grupo resentido que está ansioso por comenzar.
Samantha Perkins es una de esos turistas que se toma unas vacaciones para contemplar si quiere casarse con su prometido, George. En Londres, Charlie comienza una campaña para encantar y seducir a la bella Samantha, quien lo considera frívolo y intrigante, presentándole un desafío porque no quiere convertirse en una conquista más. Sus experiencias en el viaje hacen que Samantha tome una decisión sobre su matrimonio, especialmente después de que George aparece inesperadamente.
Fred y Edna Ferguson llevan a su hija Shelly de viaje para alejarla de un novio indeseable con el que se involucra sexualmente. En Ámsterdam, Shelly se encuentra con un estudiante universitario estadounidense activista que la sigue por diferentes lugares durante el recorrido, donde se escabullen en su motocicleta para pasar tiempo juntos viendo los sitios a través de ojos contraculturales.
También en Ámsterdam, Irma Blakely desaparece en un autobús turístico japonés al que sube por error al separarse de su grupo. Se tienen que hacer múltiples intentos antes de que las dos giras se superpongan para devolverla a su esposo Harve. Aunque Harve suspira por Irma durante todo el viaje y tiene que ser convencido para que se una al grupo en un club nocturno, cuando Irma finalmente reaparece en Roma, lo encuentra en el escenario bailando con bailarinas de burlesque y cree erróneamente que ha estado de fiesta sin ella. Irma declara que irán a Japón el próximo año, ya que ha hecho muchos amigos en su improvisada gira.
En Bélgica, Jack Harmon vuelve a visitar el lugar de la Segunda Guerra Mundial donde luchó en Bastoña. Mientras le cuenta historías fantásticas a su compañera turista Freda Gooding sobre una retirada alemana, literalmente se cruza en su camino con un veterano alemán que está representando una historia contradictoria sobre la retirada aliada a su esposa. En Roma, Jack es ansioso por volver a ver a Gina, una chica que conoció durante la guerra, se decepciona de sus fantasías cuando descubre que Gina sigue siendo atractiva, pero es una abuela con una familia. Para consolarse, recurre a Freda Gooding, una viuda, y comienza a conocerla.
En Italia, John Marino se toma un tiempo de la gira para encontrarse con sus familiares, quienes lo reciben cariñosamente pero lo alarman cuando quieren arreglarlo con Francesca, una prima regordeta y sencilla, a quien para evitarla salta por la ventana del baño. Al día siguiente, recibe un montón de mensajes de “una prima” y pasa el resto del tiempo evitándola, solo para descubrir, cuando se marcha, que ha estado evitando a otra hermosa pariente a la que lamenta no haber conocido.
Bert Greenfield, que recibe muchas bofetadas, pasa su viaje tomando fotografías furtivas de senos, muslos y otros ángulos íntimos de mujeres voluptuosas, fingiendo que está "anotando" con ellas y enviando historias inventadas a sus amigos. Desesperado, le paga a una chica bonita para que pose con él en un abrazo; ella le devuelve el dinero por lástima y le besa la mejilla antes de partir.
A lo largo de la gira, Fred se queja con Edna de que la gira es una prueba terrible y que está deseando llegar a casa. Su único objetivo es fabricar un par de zapatos italianos a medida, para lo cual pasa por un arduo proceso para que el zapatero que no habla inglés comprenda sus especificaciones. Después de que Fred se va, el zapatero selecciona un par de zapatos confeccionados de un catálogo, confundiendo completamente las especificaciones, que enviará por correo a los Estados Unidos para cumplir con el "pedido especial". A pesar de haberse quejado durante toda la gira, Fred declara que harán una gira por Escandinavia el próximo año.
A lo largo del recorrido, el cleptómano Harry Dix roba “souvenirs” de cada lugar como toallas, ceniceros, Biblias, campanas, salvavidas, teléfonos y cuadros que guarda en una cómoda maleta. En el aeropuerto, a la salida, su maleta es tan pesada que se derrumba, derramando todos los objetos sustraídos, que deja atrás. 
Al comenzar la gira número 226, Charlie da un discurso introductorio, expresando que pueden ocurrir aventuras inesperadas a medida que rotan los asientos y se conocen, lo que refleja su nueva perspectiva romántica.

## Elenco
- Suzanne Pleshette como Samantha Perkins.
- Ian McShane como Charlie Cartwright.
- Mildred Natwick como Jenny Grant.
- Murray Hamilton como  Fred Ferguson.
- Sandy Baron como John Marino.
- Michael Constantine como Jack Harmon.
- Norman Fell como Harve Blakely.
- Peggy Cass como Edna Ferguson.
- Marty Ingels como Bert Greenfield.
- Pamela Britton como Freda.
- Reva Rose como Irma Blakely.
- Aubrey Morris como Harry Dix.
- Hilary Thompson como Shelly Ferguson (como Hilarie Thompson).
- Luke Halpin como Bo.
- Mario Carotenuto como Giuseppe.
- Patricia Routledge como Mrs. Featherstone
- Marina Berti como Gina.
- Ermelinda De Felice como Mujer italiana en accidente de auto.
- Paul Esser como Sargento Alemán.
- Elsa Martinelli como Maria
- Jenny White

### Cameos
•	Senta Berger (Vendedora en la boutique de Carnaby Street)

•	John Cassavetes (Compañero de póquer de Bert)

•	Joan Collins (Mujer en la calle de Londres filmado por Bert Greenfield)

•	Vittorio De Sica (Zapatero romano)

•	Donovan cantando "Lord of the Reedy River"

•	Sonya Doumen (como Miss Belgium)

•	Anita Ekberg (Maestra de ceremonias del acto burlesco romano)

•	Ben Gazzara (Compañero de póquer de Bert)

•	Virna Lisi (La bella prima de John a quien esquiva))

•	Elsa Martinelli (La novia veneciana de Charlie)

•	Catherine Spaak (Mujer Bert paga por foto de abrazo)

•	Robert Vaughn (Fotógrafa romana)

## Producción
El título, también utilizado en un documental de 1965 de la televisión CBS que filmó una de esas giras, fue tomado de una caricatura del New Yorker realizada por Leonard Dove. Publicada en el número de la revista del 22 de junio de 1957, la caricatura muestra a una mujer joven cerca de un autobús turístico y un campanario, exclamando frustrada "Pero si es martes, tiene que ser Siena", ilustrando con humor la naturaleza vertiginosa de la gira europea. horarios. Este concepto formó la premisa de la trama de la película. Donovan canta "Lord of the Reedy River", que también había escrito. También escribió la canción principal de la película, interpretada por J.P. Rags, un seudónimo de Douglas Cox.

## Ubicación
Los lugares donde se rodó la película incluyen primero: Londres, Gran Bretaña; segundo: Países Bajos; tercero: Bruselas y Bastoña, Bélgica; cuarto: Renania-Palatinado con el barco por el Rin desde Koblenz hasta Wiesbaden, Alemania; quinto: Suiza; y último: Venecia y Roma, Italia. El cartel de la película muestra al elenco en la normalmente peatonal plaza Grote Markt de Amberes, Bélgica, posando para una típica foto de recuerdo frente al ayuntamiento, con su autobús turístico obstruyendo la vista de la fuente Brabo, que normalmente es una de las fotografías favoritas con otros turistas.

## Respuesta crítica
Vincent Canby de The New York Times escribió en su reseña: "Si hoy es martes, esto es Belgica" puede ser el primer título de dibujos animados jamás llevado a un largometraje. Si no recuerdo mal, esa fue la leyenda que apareció hace algunos años. debajo de una caricatura de la revista New Yorker que mostraba a dos viajeros estadounidenses acosados, en medio de un pueblo implacablemente pintoresco, consultando su programa de viajes. Era una caricatura agradable, oportuna debido a la gran ola de turismo que arrasó Europa en la década de 1950. Me dijeron que hubo un documental de televisión que exploraba más o menos este mismo fenómeno: el auge de los viajes culturales prepagos (dos en una habitación). Ahora, algunos años después de que el tema pareciera realmente novedoso, se ha lanzado una película sobre una de esas excursiones de 18 días por 9 países. Incluso si no se acepta el hecho de que casi todo lo que se podría decir sobre el turismo estadounidense lo dijeron antes Mark Twain, Henry James o incluso Woody Allen, Si hoy es martes, esto es Belgica es una experiencia cinematográfica bastante oscura, como una escala en un aeropuerto donde la única materia de lectura son los periódicos de ayer."
Roger Ebert escribió en su reseña: "Alguien (¿Mark Twain?) dijo una vez que el turista estadounidense cree que el inglés puede entenderse en cualquier parte del mundo si se habla en voz alta y lo suficientemente lenta. A este elemento básico del folclore se suman otras características que del año tras año se han ido añadiendo los típicos turistas americanos: lleva gafas de sol, bermudas y camisetas divertidas. Lleva seis cámaras colgadas del cuello. Pide hamburguesas en pequeños restaurantes parisinos apartados. Habla en voz alta y es la hembra de su especie. Es, en pocas palabras, una plaga. Este tipo de turista estadounidense todavía existe, pero en cantidades mucho menores. Mi observación durante varias visitas a Europa es que el turista estadounidense se ha vuelto más pobre y más joven de lo que solía ser y tremendamente cohibido por ser estadounidense. En promedio, es probable que sea más tranquilo y discreto que el turista alemán o francés promedio (que no tiene que demostrar nada). Lo interesante de Si hoy es martes, esto es Belgica es que representa a este nuevo turista americano. Eso es sorprendente porque las películas de este tipo generalmente tienden a tener un retraso de 10 años y yo esperaba otra dosis del síndrome de las Bermudas. "Si es martes" no es una gran película de ninguna manera, pero logra ser terriblemente agradable. La disfruté más o menos en el nivel previsto, como una comedia discreta que presenta un autobús lleno de actores interesantes que viajan por Inglaterra, Bélgica, Alemania e Italia en una de esas giras relámpago. Hay muchos paisajes, pero no demasiados, y un buen uso de las ubicaciones en Venecia y Roma. También hay algunas escenas que son mejores de lo que deberían ser porque están bien interpretadas. Murray Hamilton está en muchas de estas escenas y son recordatorios de que ha estado en un número desproporcionado de las mejores comedias recientes: The President's Analyst, Two for the Road y The Graduate (era el Sr. Robinson)".